# 배선우
배선우(1994년 3월 1일~)는 대한민국의 골프 선수이다. 지애드스포츠 소속으로 활동하고 있다.